# مورعلیمجان احمدوف
مورعلیمجان احمدوف (قرقیزی: Муролимжон Ахмедов؛ زادهٔ ۵ ژانویهٔ ۱۹۹۲) بازیکن فوتبال است.
از باشگاه‌هایی که در آن بازی کرده‌است می‌توان به باشگاه فوتبال دوردوی بیشکک اشاره کرد.
وی همچنین در تیم ملی فوتبال قرقیزستان بازی کرده‌است.